# Jan Melka
Jan Melka (14. února 1914 – 12. října 1997) je bývalý český fotbalista, střední útočník, reprezentant Československa.

## Sportovní kariéra
V lize odehrál 209 utkání a vstřelil v nich 114 gólů – je tak členem prestižního Klubu ligových kanonýrů. Hrál za Bohemians (1931–1933, 1943–1947) a SK Prostějov (1934–1943). 6x startoval ve Středoevropském poháru a dal zde 2 branky. S aktivním fotbalem končil ve Šternberku.
Za československou reprezentaci odehrál v letech 1935–1937 pět utkání. Debutoval s Jugoslávií v Bělehradě.